# Tisa Bryant
Pour les articles homonymes, voir Bryant.
Tisa Bryant est une écrivaine, essayiste africaine-américaine. Elle est spécialiste de la non-fiction et des productions littéraires, artistiques et visuels des personnes noires.

## Biographie
Avec Miranda Mellis et Kate Schatz, elle lance l'Encyclopedie Project. Toutes trois sont alors étudiantes en Master of Arts, à Brown University, Rhode Island. Il s'agit d'un projet encyclopédique qui représente l'ensemble de la création littéraire. Pour cela, 50% des contributeurs et des contributrices sont des personnes de couleur. L'encyclopédie est en trois volumes. Elle se présente comme un journal littéraire ou chaque article est lui-même une création littéraire de forme diverses : rébus, nouvelles, essais. Chaque article est une réponse à la question suivante : Qu'est-ce qui se passe sous le signe de la fiction ? En 2006, le premier volume est publié, 114 personnes y participent.
Le projet est initialement prévu en cinq volumes. Le troisième et dernier volume est publié en 2017. Les coordinatrices du projet écrivent l'entrée X pour Xenogenesis. Elles font référence aux romans de science-fiction d'Octavia Butler. Elles partagent leur expérience éditoriale pour inclure différents genres littéraires et auteurs et autrices d'origines, de genres, de couleurs, d'âges divers.
En 2007, elle publie Unexplained Presence. Il s'agit d'un essai sur les présences noires dans le cinéma, la littérature et l'art visuel. Elle montre à travers des exemples que dans l'art européen, les personnes noires sont à l'arrière-plan. Elle explique que cette représentation systématique au second plan a un impact sur la communauté noire. Dans son essai, les personnes noires passent au premier plan et deviennent un sujet d'études.
En 2018, elle publie avec Ernest Hardy une anthologie qui recense les productions vidéo et filmiques des personnes noires.
Elle dirige pendant plusieurs années le Master of Art de création littéraire à California Institute of the Arts. En 2023, elle rejoint l'Université de l'Iowa.

## Publications
- (en) Unexplained presence, Leon Works, 2007, 165 p. (ISBN 978-0976582014)
- (en) Tisa Bryant, Miranda Mellis et Kate Schatz, Enyclopedia Project : VOLUME 1 | A - E, Encyclomedia, 2006, 336 p. (ISBN 9780977344307)
- (en) Tisa Bryant, Miranda Mellis et Kate Schatz, Enyclopedia Project : VOLUME 2 | F - K, Encyclomedia, 2010, 400 p. (ISBN 9780977344314)
- (en) Tisa Bryant, Miranda Mellis et Katie Aymar, Enyclopedia Project : VOLUME 3 | L - Z, New York, Publication Studio Hudson, 2017, 369 p.
- (en) Ernest Hardy et Tisa Bryant, The Black Book Vol. V: Hustle and Flow: A Visual Anthology of Black Labor, Work, and Life